# Piasecznica (wzniesienie)
Piasecznica – wzniesienie o wysokości 41,6 m n.p.m. na Równinie Gryfickiej, położone w woj. zachodniopomorskim, w powiecie gryfickim, w gminie Brojce, ok. 0,9 km na południowy wschód od wsi Siemidarżno.
Nazwę Piasecznica wprowadzono urzędowo rozporządzeniem w 1949 roku, zastępując poprzednią niemiecką nazwę Sandberg.